# Lilí Álvarez
Elia María González-Álvarez y López-Chicheri, más conocida como Lilí Álvarez, (Roma, 9 de mayo de 1905–Madrid, 8 de julio de 1998) fue una deportista, escritora, periodista, ensayista e intelectual española. Pionera del deporte español, compitió como tenista, patinadora, esquiadora y piloto de carreras de coches, y practicó alpinismo, equitación y billar. Fue la primera mujer española en unos Juegos Olímpicos (1924), como tenista, junto a su compañera de dobles Rosa Torras. Tres veces semifinalista en Wimbledon, recibió la Medalla de Oro al Mérito Deportivo (1998).  También fue una de las primeras mujeres publicar crónicas deportivas en prensa. En 2017, se creó un galardón con su nombre, Premio Lili Álvarez de periodismo deportivo. 

## Biografía
Nació en el hotel Flora de Roma (Italia) durante una larga estancia de sus padres. Pertenecía a una familia pudiente y fue bautizada en San Juan de Letrán. Su madre tenía una salud delicada y por ese motivo vivían habitualmente en Suiza donde se crio. De niña no acudió al colegio, fue educada por institutrices.
En este país el papel de la mujer era más avanzado que en España por lo que pudo empezar a hacer deporte desde pequeña. Practicó billar subida a una silla, cuando era niña y no llegaba aún a la mesa; con cuatro años aprendió patinaje sobre hielo, obteniendo, más tarde, victorias en Saint-Moritz. También hacía equitación, esquí alpino, automovilismo y sobre todo tenis. A los 11 años participó por primera vez en un campeonato internacional del deporte de la raqueta.
En 1934 Lilí Álvarez se casó con el conde de Valdéne, un aristócrata francés. En 1939, perdió a su único hijo y la pareja pronto se separó. Volvió a España en 1941 donde continuó activa en los deportes y comenzó a escribir sobre temas relacionados con las mujeres y temas religiosos, de 1964 a 1968, en Blanco y Negro y el diario ABC. Incluso fue enviada a la Copa Davis, en Australia, para narrarla en la revista. Hablaba inglés, francés, alemán e italiano.
Activa en el movimiento feminista, fundó junto con otras intelectuales de la época,  como María Laffitte y Pérez del Pulgar, Consuelo de la Gándara, Elena Catena López, María Salas Larrazábal, Pura Salas Larrazábal, Concepción Borreguero Sierra, María Jiménez de Obispo el Valle) el Seminario de Estudios Sociológicos de la Mujer (SESM) con el objetivo de ser un espacio de reflexión, diálogo e investigación sobre las mujeres en España. Perteneció a él hasta su desaparición en 1986.
Participó en la fundación del partido Izquierda Democrática Cristiana en 1965. En 1968 fue invitada por el Ministerio de Asuntos Exteriores a Teherán para hablar sobre la eliminación de la discriminación de la mujer.
Conoció a políticos como Winston Churchill, a escritores como George Bernard Shaw, ya en España, su círculo incluirá a intelectuales como Eugenio d'Ors, Ignacio Zuloaga, José Luis Aranguren, José María Cossio,...
Lilí Álvarez murió en Madrid el 8 de julio de 1998. En 1997, se quejó de la falta de reconocimiento que su carrera deportiva había tenido en España.

## Trayectoria deportiva
Aunque la éxito de Lilí Álvarez está asociado al tenis, este nunca fue su deporte preferido, sino los de invierno. Aprendió a patinar con 4 años en Suiza y en 1917, con 12 años, gana su primer campeonato de patinaje en Saint-Moritz, superando a la campeona francesa Melle Joly. Repetiría triunfo en 1921 obteniendo la Medalla de Oro Internacional de patinaje. El primer torneo de tenis que el campeonato de Ginebra, en 1919, con 14 años. 
Fue la primera mujer española que fue convocada a unos Juegos Olímpicos: los de invierno de Chamonix de 1924, como patinadora sobre hielo, que finalmente se perdió por una fuerte lesión que hace que se centre en el tenis. Sí pudo competir en tenis en los Juegos Olímpicos de París de 1924. En 1940, retoma los deportes de invierno y gana el Campeonato de España de Esquí Alpino.
En 1924, con 19 años, se convirtió en la ganadora del Campeonato de Cataluña de Automovilismo en categoría masculina puesto que no había competición femenina. Era la única mujer piloto que participó en dicha competición.
Continuó practicando otros deportes y compitiendo en esquí, hasta que un problema con la federación la apartó de la competición: en Candanchú, en 1941, acusó al jurado de machismo porque entonces las mujeres tenían que esperar a que compitiesen los hombres. Su protesta fue considerada como "ofensa a España" y decidieron expulsarla. Al poco tiempo volvieron a admitirla pero ella decidió dejar de competir y esquiar solo como afición.
Fue asesora deportiva de la Sección Femenina de Falange, y una de las primeras formadoras de profesoras de Educación Física.
Después de dejar de competir creó la Fundación Lilí Álvarez, que en 1996 se fusiona con la Fundación Deporte Joven, donde se custodian y exponen sus objetos personales e imágenes de su carrera.

### Tenista
Fue la pionera en el tenis femenino español. El primer torneo que ganó fue el campeonato de Ginebra en 1919 con 14 años. Ganó dos veces el Campeonato de España de Tenis, en 1929 y en 1940, y dos más en dobles (1941 y 1942).
En los Juegos Olímpicos de París de 1924, participó en dobles femenino junto a Rosa Torras, siendo las dos primeras mujeres deportistas en unos Juegos Olímpicos de verano. Y con José Miguel Fernández Liencres jugó en dobles mixto, llegando hasta cuartos de final. Tuvo una brillante actuación en los torneos franceses de tierra, Montecarlo, Cannes, Niza, Menton o Le Tonquet (París), durante los años 20 y principios de los 30. En Inglaterra conquistó en 1926 el torneo de Beckenham, derrotando en la final a la octocampeona del Abierto de Estados Unidos Molla Mallory. Triunfo que le dio proyección internacional.
Llegó a tres finales consecutivas del torneo de Wimbledon: en la de 1926, forzó un tercer set ante la británica McKane Godfree y las de 1927 y 1928 cayó ante la  estadounidense Helen Wills Moody. La prensa británica la apodó “The Señorita”.
Luego, ganó Roland Garros femenino 1929, en dobles femenino con la neerlandesa Kornelia Bouman. Dos años antes, perdería el título de dobles mixto formando dúo con Bill Tilden. Alcanzó tres semifinales individuales en ese torneo (1930, 1931 y 1936). 
En 1930, ganó el torneo de Roma, campeonato considerado como el tercero más importante de Europa; ninguna española logró alzar la copa de campeona hasta que lo hizo Conchita Martínez en 1993. En invierno viaja a Sudamérica donde gana los torneos de Río de Janeiro y Buenos Aires. Tras una recaída en su rendimiento que la llevó a retirarse en 1932, reapareció en 1937.
Ganó 40 torneos individuales, 19 en dobles y 21 en mixtos; venció además a las mejores jugadoras de su época como Suzanne Lenglen, Molla Mallory, Cilly Aussem, Helene Contostavlos, Simonne Mathieu o Lucia Valerio, y el diario Daily Mail londinense consideró a Lilí Álvarez una de las diez mejores jugadoras de tenis desde 1926 hasta 1931.  
Tras el final de la Guerra Civil cambia el tenis por los esquíes, pero retoma la raqueta para ganar en 1940 el Campeonato de España de Tenis, en San Sebastián. Ese  año, la Federación Española de Tenis la descalificaría a perpetuidad “por haber proferido injurias contra España”. Aunque fue recalificada un año después, tras ganar la final del Torneo de Santander en 1941, decide cerrar de competir en tenis. 
Durante el binomio 1927-1928 fue considerada la segunda mejor jugadora del mundo después de Helen Wills. Siempre como amateur, pues nunca quiso ser profesional a pesar de las ofertas que recibió para serlo. Su juego fue "inusualmente atrevido". Sin embargo, en España no fue reconocido su mérito tal y como ella misma confirmó en una entrevista realizada en 1988:

"Yo fui tres veces finalista en Wimbledon, cosa que no lo ha sido nunca ningún español varón... Ya ves, el homenaje que no me hacen en España me lo tributan allí."

Sonríe, pero lleva por dentro la espina, bien clavada, del olvido de sus compatriotas:

"- Ese olvido es debido a que los varones son muy importantes en España. De ellos hablan y de lo mío nadie dice nada".
Lili Álvarez entrevistada por Antonio D. Olano (1988)

### Tenis y moda
En 1931 fue la primera tenista en utilizar falda-pantalón, un vestuario considerado escandaloso para la época, primero en el Roland Garros en París posteriormente en el torneo de Wimbledon con un diseño creado expresamente para ella por la diseñadora Elsa Schiaparelli.

## Finales individuales de Grand Slams

### Subcampeonatos (3)
| Año  | Campeonato              | Rival en la Final    | Marcador Final |
| 1926 | Wimbledon Championships | Kitty McKane Godfree | 2-6, 0-6       |
| 1927 | Wimbledon Championships | Helen Wills          | 2-6, 4-6       |
| 1928 | Wimbledon Championships | Helen Wills          | 2-6, 3-6       |

## Finales dobles de Grand Slams

### Títulos (1)
| Año  | Torneo        | Pareja     | Oponentes en la final      | Resultado |
| 1929 | Roland Garros | Kea Bouman | Bobbie Heine / Alida Neave | 7-5, 6-3  |

## Finales dobles mixtos de Grand Slams

### Finalista(1)
| Año  | Torneo        | Pareja      | Oponentes en la final               | Resultado     |
| 1927 | Roland Garros | Bill Tilden | Marguerite Broquedis / Jean Borotra | 6-4, 2-6, 6-2 |

## Palmarés (parcial)

### Títulos (16)
| N.º | Fecha                    | Campeonato                    | Rival en la Final     | Marcador Final |
| 1   | 15 de abril de 1923      | Torneo de Montecarlo          | Phyllis Satterthwaite | 6-3, 7-5       |
| 2   | mayo de 1923             | Torneo de Aix-les-Bains       | Leslie Bancroft       | 6-4, 2-6, 6-1  |
| 3   | 3 de mayo de 1924        | Torneo de Aix-les-Bains       | Marie Conquet         | 6-1, 3-6, 6-4  |
| 4   | 1 de septiembre de 1924  | Torneo de Le Touquet          | Elizabeth Ryan        | 6-1, 6-1       |
| 5   | 15 de diciembre de 1924  | Torneo de Montecarlo          | Phyllis Satterthwaite | 6-0, 6-1       |
| 6   | 2 de junio de 1926       | Torneo de Beckenhan           | Molla Mallory         | 6-4, 6-2       |
| 7   | 17 de septiembre de 1926 | Torneo de Le Tonquet          | Aurea Edington        | 6-1, 6-1.      |
| 8   | 24 de marzo de 1929      | Torneo de Cannes              | Paula von Reznicek    | 6-4, 6-1       |
| 9   | 14 de abril de 1929      | Torneo de Beaulieu-sur-Mer    | Paula von Reznicek    | 6-3, 6-3       |
| 10  | 11 de mayo de 1929       | Campeonato de España de Tenis | Rosa Torras           | 6-1, 6-0       |
| 11  | 27 de abril de 1930      | Torneo de Montecarlo          | Josane Sigart         | 3-6, 6-2, 7-5  |
| 12  | 5 de mayo de 1930        | Masters de Roma               | Lucia Valerio         | 3-6, 8-6, 6-0  |
| 13  | 6 de octubre de 1930     | Torneo de Río de Janeiro      | Florence Texeira      | 6-1, 6-3       |
| 14  | 6 de noviembre de 1930   | Torneo de Buenos Aires        | Maria Bushel          | 6-1, 6-2       |
| 15  | 18 de septiembre de 1940 | Campeonato de España de Tenis | Josefa Chávarri       | 6-2, 6-2       |
| 16  | 26 de agosto de 1941     | Torneo de Santander           | Josefa Chávarri       | 6-0, 6-1.      |

## Trayectoria literaria y periodística
En 1927 Lilí Álvarez escribió un libro en inglés publicado en Londres, Modern lawn tennis. 
Como periodista, empezó en 1930 en el diario argentino La Nación con artículos deportivos que más tarde se publicaron en los libros El gran enemigo de la estrella del tenis: el admirador y El tenis y la mujer.
En 1931 comenzó su trayectoria como corresponsal del periódico británico Daily Mail con artículos sobre la caída de la II República y la Guerra Civil. Fue una de las tres únicas mujeres que asistió a la inauguración de las Cortes Constituyentes, ella en la zona de la prensa, Victoria Kent y Clara Campoamor a las que entrevistó sobre la discusión sobre el voto femenino.
También fue una de las primeras mujeres en cubrir noticias deportivas publicando sus primeras crónicas  entre 1926 y 1937 en revistas europeas, y entre 1964 y 1968, sobre deporte español en la revista Blanco y Negro y el diario ABC.
Colaboró con Arriba y La Vanguardia en los años 41, 42 y 43. Cubrió la Copa Davis de 1965 para la revista Blanco y Negro. Escribió también para el Correo Literario y Cuadernos para el Diálogo. El primer artículo que escribió en Cuadernos para el Diálogo en 1964 se tituló El control de la natalidad. 
En 1946 publicó su libro Plenitud. Apoyó activamente el movimiento mundial feminista y en 1951 dio un discurso titulado La batalla de la feminidad en el V Congreso Feminista Hispanoamericano. A lo largo de los años escribió muchos libros más incluyendo, en 1965, el prólogo a la primera edición en castellano de La mística de la feminidad de Betty Friedan. En 1998, y poco antes de morir, presentó su último libro La gran explicación, desde la vida y el deporte.

### Obras
- Modern lawn tennis (1927) escrito en inglés y publicado en Londres.
- Plenitud (1946)
- En tierra extraña (1956)
- El seglarismo y su integridad (1959)
- Feminismo y espiritualidad (1964)
- El mito del amateurismo (1968) sobre el deporte.
- El pueblo y su promoción (1970) junto con T. Malagón; Rovirosa, J.L. Rubio, J. Martín, Teólfilo Pérez Rey
- Mar adentro (1977)
- Diagnosis sobre el amor y el sexo (1977) junto con Concepción Borreguero, María Campo Alange, Elena Catena, Consuelo de la Gándara, María Jiménez Bermejo, Carmen Pérez Seoane, María Salas y Pura Salas.
- Mi testamento espiritual (1985)
- Ideario de una beata atípica (1985)
- La vida vivida. Mi catecismo existencial (1989)
- Revivencia: la religiosidad masculina y su desdicha (1993)
- La gran explicación desde la vida y el deporte (1998).
- Habla la mujer, Mujer y aceleración histórica (Cuadernos para el diálogo)

## Vida personal
En 2010 la revista Marie Claire sacó a la luz su correspondencia con la escritora Carmen Laforet a quien conoció en junio de 1951 y con quien mantuvo hasta 1958 una intensa relación de amistad y epistolar. "Entre sus amistades, la tenista Lilí Álvarez que ejerció sobre ella una influencia religiosa y una ambigüedad sexual que Laforet mantuvo siempre oculta" escriben Anna Caballé e Israel Rolón en "Carmen Laforet. Una mujer en fuga" sobre Laforet y su relación con Álvarez.

## Premios y reconocimientos
El 18 de julio de 1958 se le concedió el Lazo de Dama de Isabel la Católica y el mismo año la Federación Española de Tenis acordó crear el título de Jugadores de Honor de la Real Federación Española de Tenis siéndole otorgado el primero a Lili Álvarez. En 1968 The All England Lawn Tennis and Croquet Club la nombró miembro honorífica. La National Portrait Gallery de Londres tiene dos retratos suyos.
El 24 de enero de 1976, el Ministerio de Justicia le otorgó la Cruz Distinguida de 1.ª Clase de la Orden de la Cruz de San Raimundo de Peñafort.
En 1998 recibió la Medalla de Oro al Mérito Deportivo a título póstumo. El Gobierno le otorgó el galardón 17 días después de su fallecimiento durante un encuentro España-Estados Unidos, de la Copa Federación de tenis femenino.
En 2021 se organizó el primer Torneo de Tenis Vintage Lilí Álvarez, con dos  requisitos: vestir de blanco y competir con una raqueta de madera, para recordar las hazañas de nuestra pionera del tenis. 
Del 20 de junio al de julio de 2024, la Fundación Ortega-Marañón, albergó en Madrid la exposición Lilí Álvarez y los inicios del deporte femenino (1915-1936), organizada por PhotoEspaña.  Se realizó coincidiendo con el centenario de su participación en unos Juegos Olímpicos, y ahonda en su importancia en el tenis, de sus muchas facetas y de su impacto en la sociedad. Está comisariada por Lucía Laín. 
Al menos, cuatro calles (en Madrid, Valdemoro, Tres Cantos y Guadalajara), un centro deportivo municipal en Moratalaz, y un parque deportivo de Mont-roig, Lérida, llevan su nombre. 

### Premios Lilí Álvarez
Desde 2017 el Instituto de la Mujer y para la Igualdad de Oportunidades de España en colaboración con el Consejo Superior de Deportes convoca los Premios Lilí Álvarez de periodismo deportivo para destacar los trabajos periodísticos que más y mejor hayan contribuido a la difusión y defensa de la igualdad entre mujeres y hombres en el ámbito deportivo y a visibilizar el deporte femenino en España.